# Cueva de la Mora
La cueva de la Mora es un sitio y yacimiento arqueológico enclavado en el término municipal de Jabugo, en la provincia española de Huelva, que estuvo poblada por seres humanos en un amplio periodo que arranca en el Paleolítico hasta la Edad del Bronce (entre el IV y el II milenio).

## Características e historia
La Cueva de la Mora es una cavidad de desarrollo predominantemente horizontal aunque con una relativa pendiente hacia el este. Posee dos salas, la primera y mayor, con unos 7 metros de bóveda y la segunda, situada a mayor cota, de dimensiones más reducidas pero con menor incidencia antrópica. La comunicación entre las dos salas tiene lugar merced a una gatera o laminados de poca altura (60 o 70 cm).
Arqueológicamente la cueva se dio a conocer a principios del siglo XX pero no fue hasta los años 1990 cuando se realizaron los primeros estudios globales. Antes de ser excavada, poseía una potencia estratigráfica de 5 metros, con evidencias de un poblamiento desde el IV al II milenio. Hasta el presente (2020) es el único testimonio de ocupación neolítica en cueva de la comarca de la Sierra de Huelva, con una cultura material definida por las cerámicas decoradas. Estos materiales consisten en vasos de forma ovoide con decoración incisa, que se sitúan cronológicamente en la primera mitad del IV milenio y con paralelos con el Neolítico medio portugués. Serían, por tanto, las primeras poblaciones de productores que se establecieron en esta zona a partir del Neolítico medio. Es una muestra representativa de una parte de la prehistoria de la zona cubriendo un amplio espectro cronológico-cultural. Así mismo documenta e ilustra los diferentes aspectos de la vida del hombre: lugar de habitación, necrópolis, rituales funerarios, manifestaciones artísticas o modelos de explotación de los recursos naturales, entre otras actividades humanas.

## Estatus patrimonial
El sitio y yacimiento de la Cueva de la Mora es un inmueble inscrito con carácter genérico en el Catálogo General del Patrimonio Histórico Andaluz por Resolución de 28 de julio de 2005, de la Dirección General de Bienes Culturales de la consejería de Cultura de la Junta de Andalucía, y goza del nivel de protección establecido para dichos bienes en la Ley 14/2007, de 26 de noviembre, del Patrimonio Histórico de Andalucía.